# Irish Open 2014
Die Irish Open 2014 im Badminton fanden vom 3. bis zum 6. Dezember 2014 in Dublin statt.

## Sieger und Platzierte
| Disziplin    | Gold                          | Silber                            | Bronze                                |
| ------------ | ----------------------------- | --------------------------------- | ------------------------------------- |
| Herreneinzel | Ng Ka Long                    | Wang Tzu-wei                      | Chan Yan Kit                          |
| Herreneinzel | Ng Ka Long                    | Wang Tzu-wei                      | Joachim Persson                       |
| Dameneinzel  | Beatriz Corrales              | Line Kjærsfeldt                   | Anna Thea Madsen                      |
| Dameneinzel  | Beatriz Corrales              | Line Kjærsfeldt                   | Olga Konon                            |
| Herrendoppel | Adam Cwalina Przemysław Wacha | Max Schwenger Josche Zurwonne     | Bastian Kersaudy Gaëtan Mittelheisser |
| Herrendoppel | Adam Cwalina Przemysław Wacha | Max Schwenger Josche Zurwonne     | Matthew Nottingham Harley Towler      |
| Damendoppel  | Emelie Fabbeke Lena Grebak    | Julie Finne-Ipsen Rikke S. Hansen | Lorraine Baumann Audrey Fontaine      |
| Damendoppel  | Emelie Fabbeke Lena Grebak    | Julie Finne-Ipsen Rikke S. Hansen | Sophie Brown Kate Robertshaw          |
| Mixed        | Niclas Nøhr Sara Thygesen     | Peter Käsbauer Isabel Herttrich   | Harley Towler Emily Westwood          |
| Mixed        | Niclas Nøhr Sara Thygesen     | Peter Käsbauer Isabel Herttrich   | Mathias Christiansen Lena Grebak      |